# متروسدرس أرجواني
متروسدرس أرجواني (الاسم العلمي:Metrosideros porphyrea) هو نوع من النباتات يتبع جنس المتروسدرس من فصيلة الآسية.